# Žarnovka (dolina)

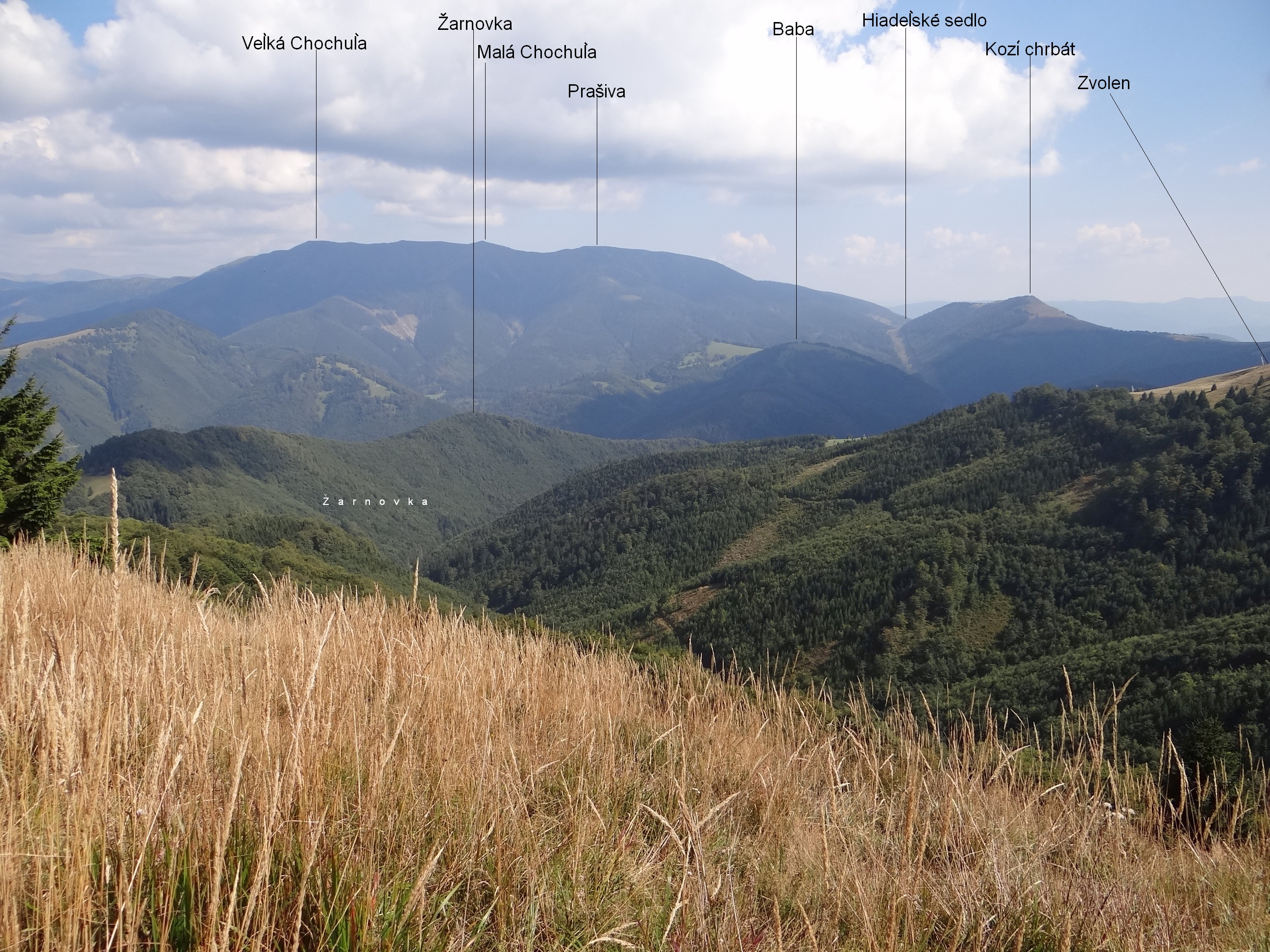
Widok na dolinę Žarnovka z grzbietu Zvolen

Žarnovka – dolina w grupie górskiej Wielkiej Fatry w Karpatach Zachodnich na Słowacji. Jest lewym odgałęzieniem Doliny Korytnickiej (Korytnická dolina). Wcina się we wschodnie stoki grzbietu łączącego szczyty Zwolenia (Zvolen) (1403 m) i Malý Zvolen (1372 m). Ma kręty przebieg, początkowo opada w kierunku południowo-wschodnim, potem południowym, w dolnej części zakręca na wschód i uchodzi do Doliny Korytnickiej na wysokości około 760 m. Jej orograficznie prawe stoki tworzy grzbiet Zvolena i Magury (1125 m), lewe – grzbiet Žarnovki (1076 m). Dnem spływa potok uchodzący do Korytnicy. Dolina ma jedno odgałęzienie, biegnące w południowo-zachodnim kierunku do miejscowości Donovaly.
Dolina Žarnovka jest całkowicie porośnięta lasem i niezamieszkana. Prowadzi nią znakowany szlak turystyki pieszej i rowerowej (częściowo inną trasą niż pieszy).
Žarnovka znajduje się w obrębie strefy ochronnej Parku Narodowego Niżne Tatry. Dnem Žarnovki biegnie granica między krajem żylińskim i krajem bańskobystrzyckim.

## Szlak turystyczny
pieszy: Korytnica rázcestie – Dolina Korytnicka – Žarnovka – Donovaly. Czas przejścia: 1,15 h, ↓ 1 h
 rowerowy: Korytnica rázcestie – Dolina Korytnicka – Žarnovka – Donovaly